# Кондрюче
Кондрю́че — село в Україні, у Довжанській міській громаді Довжанського району Луганської області. Населення становить 278 осіб.
Знаходиться на тимчасово окупованій території України.

## Історія
В селі знаходиться «Дім здоров'я», заснований послідовниками Порфирія Корнійовича Іванова.
12 червня 2020 року, відповідно до Розпорядження Кабінету Міністрів України № 717-р «Про визначення адміністративних центрів та затвердження територій територіальних громад Луганської області», увійшло до складу Довжанської міської громади.
17 липня 2020 року, в результаті адміністративно-територіальної реформи та ліквідації  колишніх Довжанського (1938—2020) та Сорокинського районів, увійшло до складу новоутвореного Довжанського району.

## Населення

### Мова
Розподіл населення за рідною мовою за даними перепису 2001 року:
| Мова       | Кількість | Відсоток |
| ---------- | --------- | -------- |
| українська | 147       | 52.88%   |
| російська  | 130       | 46.76%   |
| румунська  | 1         | 0.36%    |
| Усього     | 278       | 100%     |

За даними перепису 2001 року населення села становило 278 осіб, з них 52,88 % зазначили рідною українську мову, 46,76 % — російську, а 0,36 % — іншу.